# 服部玄三
服部 玄三（はっとり げんぞう、1888年4月9日 - 1959年2月6日）は、日本の実業家。服部時計店（現セイコーグループ）第2代社長。第二精工舎（現セイコーインスツル）設立者。

## 人物・経歴
服部時計店（現セイコーグループ）創業者服部金太郎の子として生まれる。1905年東京府立第一中学校（現東京都立日比谷高等学校）卒業。1909年東京高等商業学校（現一橋大学）卒業。1934年から服部時計店第2代社長を務め、1937年には時計生産継続のため別資本の第二精工舎（現セイコーインスツル）を設立した。日本の降伏後、1946年公職追放。墓所は多磨霊園。
妻英子は宮内省大膳頭などを務めた上野季三郎の子。服部時計店第4代社長の服部謙太郎や、セイコー第5代社長の服部禮次郎は子。孫にヴァイオリニストの服部譲二など。